# الکساندر درودیس
الکساندر درودیس (۱۵۹۳ اوینیون– ۱۶۶۰ اصفهان) مبلغ مذهبی وابسته به انجمن عیسی بود که در مسیحیت در کشور ویتنام نقش مهمی داشت.
او در آخرین سفرش بجای بازگشت به ویتنام، به اصفهان رفت و در همین شهر درگذشت و به خاک سپرده شد.

## منبع
- ویکی انگلیسی